# Rudi Vata
Rudi Vata, född 13 februari 1970 i Shkodra i Albanien, är en albansk fotbollsspelare.